# Bokura no Machi de
Singles de KAT-TUN
Signal
(2006) Yorokobi no uta
(2007)
Bokura no Machi de est le 3esingle du groupe KAT-TUN sorti sous le label J-One Records le 17 décembre 2006 au Japon. Il atteint la 1re place du classement de l'Oricon. Il se vend à 410 103 exemplaires la première semaine et reste classé 17 semaines, pour un total de 558 491 exemplaires vendus. Il sort en format CD, CD First Press et CD+DVD.
Bokura no Machi de a été utilisé comme thème musical pour le drama Tatta Hitotsu no Koi dans lequel jouent Kamenashi Kazuya et Tanaka Koki. Bokura no Machi de est présente sur l'album Cartoon Kat-Tun II You.

## Liste des titres
| 1. | Bokura no Machi de (僕らの街で)                    | Kazumasa Oda | Kazumasa Oda  | 4:47 |
| 2. | Way of Love                                        | ma-saya      | Koutaro Egami | 3:41 |
| 3. | Bokura no Machi de (Original Karaoke) (僕らの街で) | Kazumasa Oda | Kazumasa Oda  | 4:47 |
| 4. | Way of Love (Original Karaoke)                     | ma-saya      | Koutaro Egami | 3:41 |

| 1. | Bokura no Machi de (僕らの街で)                                                                       | Kazumasa Oda | Kazumasa Oda  | 4:47 |
| 2. | Way of Love                                                                                           | ma-saya      | Koutaro Egami | 3:41 |
| 3. | Le ciel ~Kimi no Shiawase Inoru Kotoba~ [X'mas Remix 5 Version] (君の幸せ祈る言葉)                    | SPIN         | Akihito       | 4:38 |
| 4. | Bokura no Machi de (Original Karaoke) (僕らの街で)                                                    | Kazumasa Oda | Kazumasa Oda  | 4:47 |
| 5. | Way of Love (Original Karaoke)                                                                        | ma-saya      | Koutaro Egami | 3:41 |
| 6. | Le ciel ~Kimi no Shiawase Inoru Kotoba~ [X'mas Remix 5 Version] (Original Karaoke) (君の幸せ祈る言葉) | SPIN         | Akihito       | 4:36 |

| 1. | Bokura no Machi de (僕らの街で) | Kazumasa Oda | Kazumasa Oda  | 4:47 |
| 2. | Way of Love                     | ma-saya      | Koutaro Egami | 3:41 |

| 1. | Bokura no Machi de (僕らの街で) |  |